# Lajeosa do Dão
Lajeosa do Dão es una freguesia portuguesa del concelho de Tondela, con 24,31 km² de superficie y 2.209 habitantes (2001). Su densidad de población es de 90,9 hab/km².